# Dorsolaterale lijst

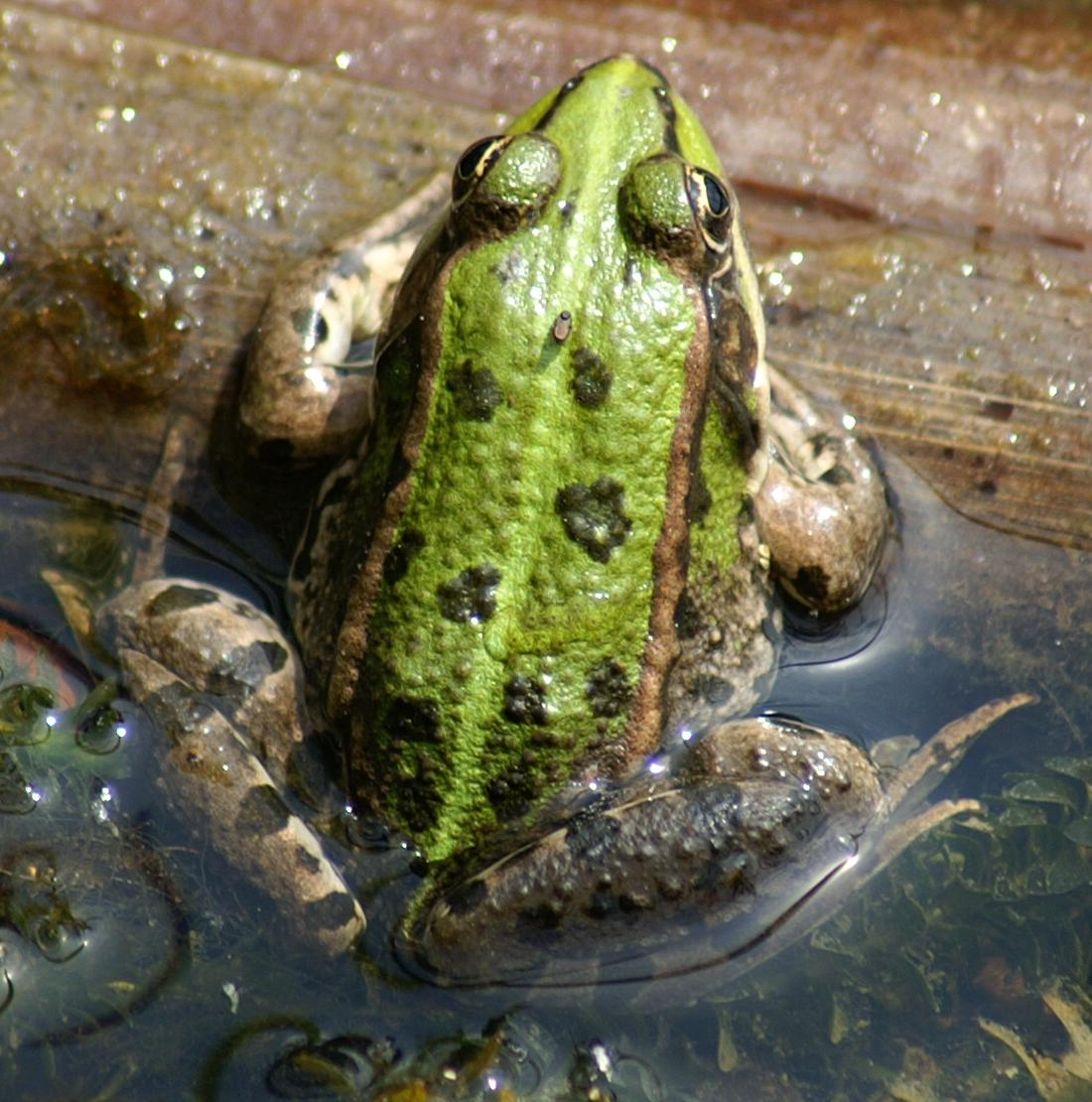
Dorsolaterale lijsten (bruin, van boven naar beneden) aan weerszijden van een lichtere rugstreep op het midden bij de meerkikker(Rana ridibunda)

De dorsolaterale lijst is een klierlijst die voorkomt bij veel soorten kikkers en sommige salamanders. De dorsolaterale lijst komt altijd gepaard voor aan weerszijden van de bovenzijde van de rug. Het zijn langwerpige opstaande randen waarvan de vorm, eventuele onderbrekingen en lengte vaak soortspecifiek zijn.